# Dichagyris roseotincta
Dichagyris roseotincta là một loài bướm đêm trong họ Noctuidae.